# UEFA Champions League 2011/12/FC Chelsea

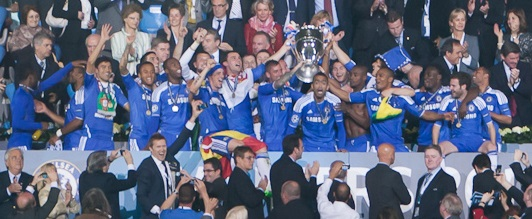
Siegerehrung des FC Chelsea

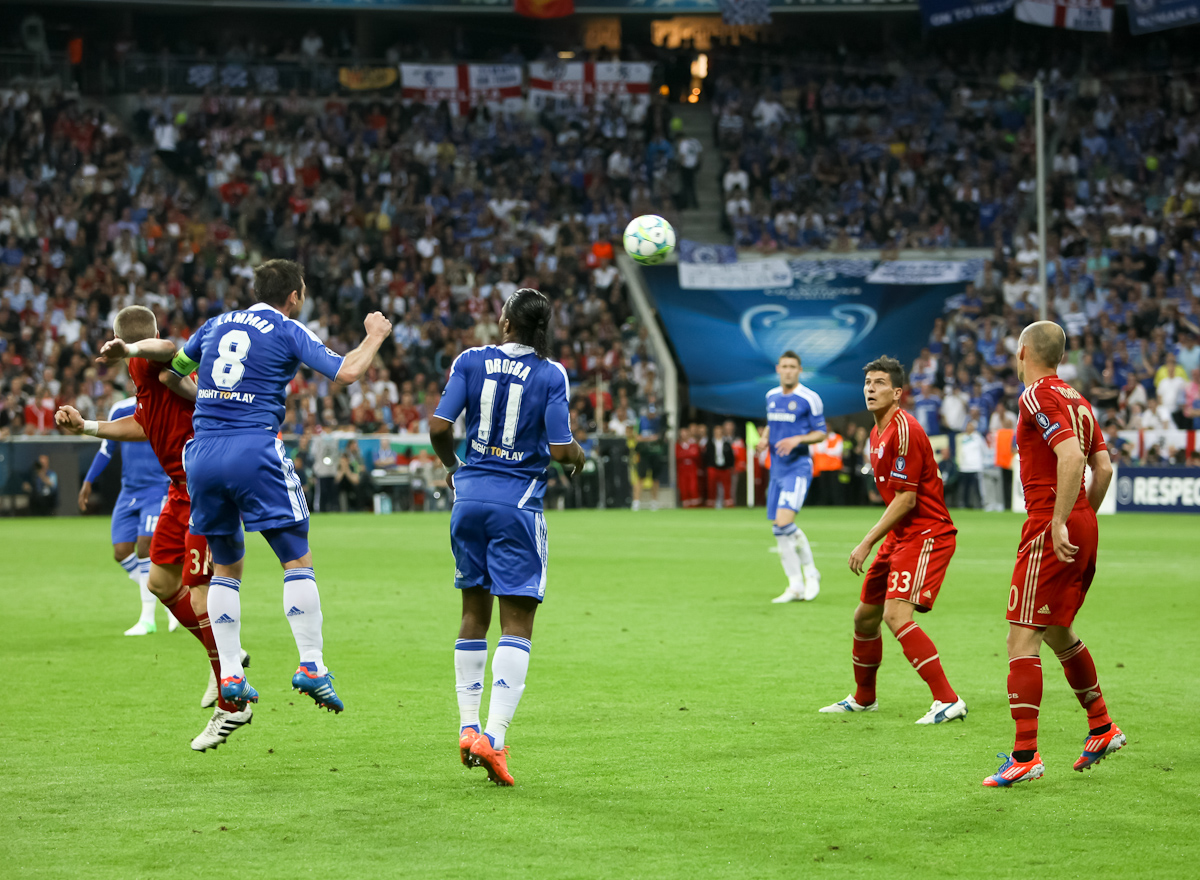
Spielszene aus dem Finale

Der nachstehende Artikel behandelt die Spielstatistiken der Champions-League-Spiele des späteren Siegers FC Chelsea aus der Saison 2011/12. 

## Gruppenphase
Als Zweitplatzierter der Premier League 2010/11 war der FC Chelsea automatisch für die Gruppenphase der Champions League qualifiziert. 

### FC Chelsea – Bayer 04 Leverkusen 2:0 (0:0)
| FC Chelsea                                                            | FC Chelsea | Bayer 04 Leverkusen | Bayer 04 Leverkusen |
| --------------------------------------------------------------------- | --- | --- | ------------------- |
| FC Chelsea                                                            | \| 1. Gruppenspiel \| \| Dienstag, 13. September 2011 um 20:45 Uhr in London (Stamford Bridge) \| \| Zuschauer: 33.820 \| \| Schiedsrichter: Stéphane Lannoy ( Frankreich) \| \| Spielbericht \|                                                          | \| 1. Gruppenspiel \| \| Dienstag, 13. September 2011 um 20:45 Uhr in London (Stamford Bridge) \| \| Zuschauer: 33.820 \| \| Schiedsrichter: Stéphane Lannoy ( Frankreich) \| \| Spielbericht \|                                                           | Bayer 04 Leverkusen |
| FC Chelsea                                                            | Petr Čech – José Bosingwa, Branislav Ivanović, David Luiz (76. Alex), Ashley Cole – Raul Meireles (64. Frank Lampard), John Obi Mikel, Florent Malouda – Daniel Sturridge (64. Nicolas Anelka), Fernando Torres, Juan Mata Cheftrainer: André Villas-Boas | Bernd Leno – Gonzalo Castro, Stefan Reinartz, Ömer Toprak, Michal Kadlec – Lars Bender (80. Hanno Balitsch), Simon Rolfes – Sidney Sam (73. Eren Derdiyok), Michael Ballack (66. Renato Augusto), André Schürrle – Stefan Kießling Cheftrainer: Robin Dutt | Bayer 04 Leverkusen |
| FC Chelsea                                                            | 1:0 David Luiz (67.) 2:0 Mata (90.+2') | | Bayer 04 Leverkusen |
| FC Chelsea                                                            | Torres (9.), David Luiz (59.) | Castro (38.), Bender (72.), Derdiyok (74.) | Bayer 04 Leverkusen |
| 1. Gruppenspiel                                                       | | |                     |
| Dienstag, 13. September 2011 um 20:45 Uhr in London (Stamford Bridge) | | |                     |
| Zuschauer: 33.820                                                     | | |                     |
| Schiedsrichter: Stéphane Lannoy ( Frankreich)                         | | |                     |
| Spielbericht                                                          | | |                     |

### FC Valencia – FC Chelsea 1:1 (0:0)
| FC Valencia                                                              | FC Valencia | FC Chelsea | FC Chelsea |
| ------------------------------------------------------------------------ | --- | --- | ---------- |
| FC Valencia                                                              | \| 2. Gruppenspiel \| \| Mittwoch, 28. September 2011 um 20:45 Uhr in Valencia (Estadio Mestalla) \| \| Zuschauer: 33.791 \| \| Schiedsrichter: Nicola Rizzoli ( Italien) \| \| Spielbericht \|                                          | \| 2. Gruppenspiel \| \| Mittwoch, 28. September 2011 um 20:45 Uhr in Valencia (Estadio Mestalla) \| \| Zuschauer: 33.791 \| \| Schiedsrichter: Nicola Rizzoli ( Italien) \| \| Spielbericht \|                                                    | FC Chelsea |
| FC Valencia                                                              | Diego Alves – Miguel, Adil Rami, Víctor Ruiz, Jordi Alba – David Albelda , Éver Banega (73. Jonas) – Pablo Hernández (73. Sofiane Feghouli), Sergio Canales, Jérémy Mathieu (59. Pablo Piatti) – Roberto Soldado Cheftrainer: Unai Emery | Petr Čech – José Bosingwa, David Luiz, John Terry , Ashley Cole – Ramires (66. Raul Meireles), John Obi Mikel, Frank Lampard (83. Salomon Kalou) – Juan Mata, Fernando Torres (72. Nicolas Anelka), Florent Malouda Cheftrainer: André Villas-Boas | FC Chelsea |
| FC Valencia                                                              | 1:1 Soldado (87., Foulelfmeter) | 0:1 Lampard (56.) | FC Chelsea |
| FC Valencia                                                              | Ruiz (13.), Albelda (47.) | Kalou (86.), Malouda (90.+3'), Mata (90.+4'), Cole (90.+4') | FC Chelsea |
| 2. Gruppenspiel                                                          | | |            |
| Mittwoch, 28. September 2011 um 20:45 Uhr in Valencia (Estadio Mestalla) | | |            |
| Zuschauer: 33.791                                                        | | |            |
| Schiedsrichter: Nicola Rizzoli ( Italien)                                | | |            |
| Spielbericht                                                             | | |            |

### FC Chelsea – KRC Genk 5:0 (4:0)
| FC Chelsea                                                          | FC Chelsea | KRC Genk | KRC Genk |
| ------------------------------------------------------------------- | --- | --- | -------- |
| FC Chelsea                                                          | \| 3. Gruppenspiel \| \| Mittwoch, 19. Oktober 2011 um 20:45 Uhr in London (Stamford Bridge) \| \| Zuschauer: 38.518 \| \| Schiedsrichter: Alexei Nikolajew ( Russland) \| \| Spielbericht \|                                                            | \| 3. Gruppenspiel \| \| Mittwoch, 19. Oktober 2011 um 20:45 Uhr in London (Stamford Bridge) \| \| Zuschauer: 38.518 \| \| Schiedsrichter: Alexei Nikolajew ( Russland) \| \| Spielbericht \|                                                                                | KRC Genk |
| FC Chelsea                                                          | Petr Čech – José Bosingwa (78. Alex), Branislav Ivanović, David Luiz, Ashley Cole (46. Paulo Ferreira) – Raul Meireles, Oriol Romeu, Frank Lampard (68. Salomon Kalou) – Nicolas Anelka, Fernando Torres, Florent Malouda Cheftrainer: André Villas-Boas | László Köteles – Anele Ngcongca, Abel Masuero (46. Fabien Camus), Dániel Tőzsér , Daniel Pudil – Thomas Buffel, Anthony Vanden Borre, Khaleem Hyland, Kevin De Bruyne – Jelle Vossen (81. Kennedy Nwanganga), Elyaniv Barda (71. Dugary Ndabashinze) Cheftrainer: Mario Been | KRC Genk |
| FC Chelsea                                                          | 1:0 Meireles (8.) 2:0 Torres (11.) 3:0 Torres (27.) 4:0 Ivanović (42.) 5:0 Kalou (72.) | | KRC Genk |
| FC Chelsea                                                          | David Luiz (18./2.) | Hyland (15.), Pudil (42.) | KRC Genk |
| 3. Gruppenspiel                                                     | | |          |
| Mittwoch, 19. Oktober 2011 um 20:45 Uhr in London (Stamford Bridge) | | |          |
| Zuschauer: 38.518                                                   | | |          |
| Schiedsrichter: Alexei Nikolajew ( Russland)                        | | |          |
| Spielbericht                                                        | | |          |

### KRC Genk – FC Chelsea 1:1 (0:1)
| KRC Genk                                                        | KRC Genk | FC Chelsea | FC Chelsea |
| --------------------------------------------------------------- | --- | --- | ---------- |
| KRC Genk                                                        | \| 4. Gruppenspiel \| \| Dienstag, 1. November 2011 um 20:45 Uhr in Genk (Cristal Arena) \| \| Zuschauer: 22.584 \| \| Schiedsrichter: Svein Oddvar Moen ( Norwegen) \| \| Spielbericht \|                                                                                  | \| 4. Gruppenspiel \| \| Dienstag, 1. November 2011 um 20:45 Uhr in Genk (Cristal Arena) \| \| Zuschauer: 22.584 \| \| Schiedsrichter: Svein Oddvar Moen ( Norwegen) \| \| Spielbericht \|                                                                | FC Chelsea |
| KRC Genk                                                        | László Köteles – Anthony Vanden Borre, Khaleem Hyland, Nadson, Anele Ngcongca – Dániel Tőzsér – Thomas Buffel (69. Dugary Ndabashinze), Kevin De Bruyne – Fabien Camus – Jelle Vossen (87. Elyaniv Barda), Kennedy Nwanganga (82. Anthony Limbombe) Cheftrainer: Mario Been | Petr Čech – José Bosingwa, Branislav Ivanović, David Luiz, Ashley Cole – Ramires (66. Frank Lampard), Oriol Romeu (77. Juan Mata), Raul Meireles – Nicolas Anelka (66. Daniel Sturridge), Fernando Torres, Florent Malouda Cheftrainer: André Villas-Boas | FC Chelsea |
| KRC Genk                                                        | 1:1 Vossen (61.) | 0:1 Ramires (26.) | FC Chelsea |
| KRC Genk                                                        | De Bruyne (76.) | Meireles (90.+4') | FC Chelsea |
| KRC Genk                                                        | Köteles hält Foulelfmeter von David Luiz (39.) | | FC Chelsea |
| 4. Gruppenspiel                                                 | | |            |
| Dienstag, 1. November 2011 um 20:45 Uhr in Genk (Cristal Arena) | | |            |
| Zuschauer: 22.584                                               | | |            |
| Schiedsrichter: Svein Oddvar Moen ( Norwegen)                   | | |            |
| Spielbericht                                                    | | |            |

### Bayer 04 Leverkusen – FC Chelsea 2:1 (0:0)
| Bayer 04 Leverkusen                                               | Bayer 04 Leverkusen | FC Chelsea | FC Chelsea |
| ----------------------------------------------------------------- | --- | --- | ---------- |
| Bayer 04 Leverkusen                                               | \| 5. Gruppenspiel \| \| Mittwoch, 23. November 2011 um 20:45 Uhr in Leverkusen (BayArena) \| \| Zuschauer: 29.285 \| \| Schiedsrichter: Viktor Kassai ( Ungarn) \| \| Spielbericht \|                                                                       | \| 5. Gruppenspiel \| \| Mittwoch, 23. November 2011 um 20:45 Uhr in Leverkusen (BayArena) \| \| Zuschauer: 29.285 \| \| Schiedsrichter: Viktor Kassai ( Ungarn) \| \| Spielbericht \|                                                           | FC Chelsea |
| Bayer 04 Leverkusen                                               | Bernd Leno – Daniel Schwaab (57. André Schürrle), Manuel Friedrich, Ömer Toprak, Michal Kadlec (71. Eren Derdiyok) – Lars Bender, Simon Rolfes – Gonzalo Castro, Michael Ballack, Sidney Sam – Stefan Kießling (82. Bastian Oczipka) Cheftrainer: Robin Dutt | Petr Čech – Branislav Ivanović, David Luiz, John Terry , José Bosingwa – Ramires (80. John Obi Mikel), Frank Lampard, Raul Meireles (69. Alex) – Daniel Sturridge, Didier Drogba, Juan Mata (66. Florent Malouda) Cheftrainer: André Villas-Boas | FC Chelsea |
| Bayer 04 Leverkusen                                               | 1:1 Derdiyok (73.) 2:1 Friedrich (90.+1') | 0:1 Drogba (48.) | FC Chelsea |
| Bayer 04 Leverkusen                                               | Kießling (36.), Kadlec (40.), Ballack (44.) | Ivanović (55.), Meireles (72.) | FC Chelsea |
| 5. Gruppenspiel                                                   | | |            |
| Mittwoch, 23. November 2011 um 20:45 Uhr in Leverkusen (BayArena) | | |            |
| Zuschauer: 29.285                                                 | | |            |
| Schiedsrichter: Viktor Kassai ( Ungarn)                           | | |            |
| Spielbericht                                                      | | |            |

### FC Chelsea – FC Valencia 3:0 (2:0)
| FC Chelsea                                                          | FC Chelsea | FC Valencia | FC Valencia |
| ------------------------------------------------------------------- | --- | --- | ----------- |
| FC Chelsea                                                          | \| 6. Gruppenspiel \| \| Dienstag, 6. Dezember 2011 um 20:45 Uhr in London (Stamford Bridge) \| \| Zuschauer: 41.109 \| \| Schiedsrichter: Gianluca Rocchi ( Italien) \| \| Spielbericht \|                                                             | \| 6. Gruppenspiel \| \| Dienstag, 6. Dezember 2011 um 20:45 Uhr in London (Stamford Bridge) \| \| Zuschauer: 41.109 \| \| Schiedsrichter: Gianluca Rocchi ( Italien) \| \| Spielbericht \|                                                    | FC Valencia |
| FC Chelsea                                                          | Petr Čech – Branislav Ivanović, David Luiz, John Terry , Ashley Cole – Ramires (65. John Obi Mikel), Oriol Romeu, Raul Meireles – Daniel Sturridge, Didier Drogba (78. Fernando Torres), Juan Mata (83. Florent Malouda) Cheftrainer: André Villas-Boas | Diego Alves – Antonio Barragán, Adil Rami, Víctor Ruiz, Jordi Alba (55. Aritz Aduriz) – Sofiane Feghouli (65. Pablo Hernández), David Albelda , Tino Costa (76. Dani Parejo), Jérémy Mathieu – Jonas – Roberto Soldado Cheftrainer: Unai Emery | FC Valencia |
| FC Chelsea                                                          | 1:0 Drogba (3.) 2:0 Ramires (22.) 3:0 Drogba (76.) | | FC Valencia |
| FC Chelsea                                                          | Romeu (68.) | Costa (69.) | FC Valencia |
| 6. Gruppenspiel                                                     | | |             |
| Dienstag, 6. Dezember 2011 um 20:45 Uhr in London (Stamford Bridge) | | |             |
| Zuschauer: 41.109                                                   | | |             |
| Schiedsrichter: Gianluca Rocchi ( Italien)                          | | |             |
| Spielbericht                                                        | | |             |

### Abschlusstabelle der Gruppe E
| Pl. | Verein              | Sp. | S | U | N | Tore    | Diff. | Punkte |
| --- | ------------------- | --- | - | - | - | ------- | ----- | ------ |
| 1.  | FC Chelsea          | 6   | 3 | 2 | 1 | 013:400 | +9    | 11     |
| 2.  | Bayer 04 Leverkusen | 6   | 3 | 1 | 2 | 008:800 | ±0    | 10     |
| 3.  | FC Valencia         | 6   | 2 | 2 | 2 | 012:700 | +5    | 08     |
| 4.  | KRC Genk            | 6   | 0 | 3 | 3 | 002:160 | −14   | 03     |

## Achtelfinale

### SSC Neapel – FC Chelsea 3:1 (2:1)
| SSC Neapel                                                           | SSC Neapel | FC Chelsea | FC Chelsea |
| -------------------------------------------------------------------- | --- | --- | ---------- |
| SSC Neapel                                                           | \| Achtelfinale, Hinspiel \| \| Dienstag, 21. Februar 2012 um 20:45 Uhr in Neapel (Stadio San Paolo) \| \| Zuschauer: 52.495 (ausverkauft) \| \| Schiedsrichter: Carlos Velasco Carballo ( Spanien) \| \| Spielbericht \|                                        | \| Achtelfinale, Hinspiel \| \| Dienstag, 21. Februar 2012 um 20:45 Uhr in Neapel (Stadio San Paolo) \| \| Zuschauer: 52.495 (ausverkauft) \| \| Schiedsrichter: Carlos Velasco Carballo ( Spanien) \| \| Spielbericht \|                                | FC Chelsea |
| SSC Neapel                                                           | Morgan De Sanctis – Hugo Campagnaro, Paolo Cannavaro , Salvatore Aronica – Christian Maggio, Gökhan Inler, Walter Gargano, Juan Zúñiga – Marek Hamšík (82. Goran Pandev), Ezequiel Lavezzi (74. Blerim Džemaili) – Edinson Cavani Cheftrainer: Nicola Frustalupi | Petr Čech – Branislav Ivanović, David Luiz, Gary Cahill, José Bosingwa (12. Ashley Cole) – Ramires, Raul Meireles (70. Michael Essien), Florent Malouda (70. Frank Lampard) – Daniel Sturridge, Didier Drogba , Juan Mata Cheftrainer: André Villas-Boas | FC Chelsea |
| SSC Neapel                                                           | 1:1 Lavezzi (38.) 2:1 Cavani (45.+2') 3:1 Lavezzi (65.) | 0:1 Mata (27.) | FC Chelsea |
| SSC Neapel                                                           | Cavani (39.) | Meireles (41./3., gesperrt), Cahill (56.) | FC Chelsea |
| Achtelfinale, Hinspiel                                               | | |            |
| Dienstag, 21. Februar 2012 um 20:45 Uhr in Neapel (Stadio San Paolo) | | |            |
| Zuschauer: 52.495 (ausverkauft)                                      | | |            |
| Schiedsrichter: Carlos Velasco Carballo ( Spanien)                   | | |            |
| Spielbericht                                                         | | |            |

### FC Chelsea – SSC Neapel 4:1 n. V., (3:1, 1:0)
| FC Chelsea                                                       | FC Chelsea | SSC Neapel | SSC Neapel |
| ---------------------------------------------------------------- | --- | --- | ---------- |
| FC Chelsea                                                       | \| Achtelfinale, Rückspiel \| \| Mittwoch, 14. März 2012 um 20:45 Uhr in London (Stamford Bridge) \| \| Zuschauer: 37.784 \| \| Schiedsrichter: Felix Brych ( Deutschland) \| \| Spielbericht \|                                                          | \| Achtelfinale, Rückspiel \| \| Mittwoch, 14. März 2012 um 20:45 Uhr in London (Stamford Bridge) \| \| Zuschauer: 37.784 \| \| Schiedsrichter: Felix Brych ( Deutschland) \| \| Spielbericht \|                                                               | SSC Neapel |
| FC Chelsea                                                       | Petr Čech – Branislav Ivanović, David Luiz, John Terry (98. José Bosingwa), Ashley Cole – Michael Essien, Frank Lampard – Ramires, Juan Mata (95. Florent Malouda), Daniel Sturridge (63. Fernando Torres) – Didier Drogba Cheftrainer: Roberto Di Matteo | Morgan De Sanctis – Hugo Campagnaro, Paolo Cannavaro , Salvatore Aronica – Christian Maggio (37. Andrea Dossena), Gökhan Inler, Walter Gargano, Juan Zúñiga – Marek Hamšík (106. Goran Pandev), Ezequiel Lavezzi – Edinson Cavani Cheftrainer: Walter Mazzarri | SSC Neapel |
| FC Chelsea                                                       | 1:0 Drogba (26.) 2:0 Terry (47.) 3:1 Lampard (75., Foulelfmeter) 4:1 Ivanović (105.) | 2:1 Inler (55.) | SSC Neapel |
| FC Chelsea                                                       | Lampard (43.), Cole (98.) | Cannavaro (53.), Dossena (68.), Inler (112.), Campagnaro (115.) | SSC Neapel |
| Achtelfinale, Rückspiel                                          | | |            |
| Mittwoch, 14. März 2012 um 20:45 Uhr in London (Stamford Bridge) | | |            |
| Zuschauer: 37.784                                                | | |            |
| Schiedsrichter: Felix Brych ( Deutschland)                       | | |            |
| Spielbericht                                                     | | |            |

## Viertelfinale

### Benfica Lissabon – FC Chelsea 0:1 (0:0)
| Benfica Lissabon                                                  | Benfica Lissabon | FC Chelsea | FC Chelsea |
| ----------------------------------------------------------------- | --- | --- | ---------- |
| Benfica Lissabon                                                  | \| Viertelfinale, Hinspiel \| \| Dienstag, 27. März 2012 um 20:45 Uhr in Lissabon (Estádio da Luz) \| \| Zuschauer: 60.830 (ausverkauft) \| \| Schiedsrichter: Paolo Tagliavento ( Italien) \| \| Spielbericht \|   | \| Viertelfinale, Hinspiel \| \| Dienstag, 27. März 2012 um 20:45 Uhr in Lissabon (Estádio da Luz) \| \| Zuschauer: 60.830 (ausverkauft) \| \| Schiedsrichter: Paolo Tagliavento ( Italien) \| \| Spielbericht \|                                   | FC Chelsea |
| Benfica Lissabon                                                  | Artur Moraes – Maxi Pereira, Jardel, Luisão , Émerson – Javi García (81. Nolito) – Nicolás Gaitán, Axel Witsel, Pablo Aimar (69. Nemanja Matić), Bruno César (69. Rodrigo) – Óscar Cardozo Cheftrainer: Jorge Jesus | Petr Čech – Paulo Ferreira (80. José Bosingwa), David Luiz, John Terry , Ashley Cole – Ramires, Raul Meireles (68. Frank Lampard), John Obi Mikel, Juan Mata – Fernando Torres, Salomon Kalou (82. Daniel Sturridge) Cheftrainer: Roberto Di Matteo | FC Chelsea |
| Benfica Lissabon                                                  | 0:1 Kalou (75.) | | FC Chelsea |
| Benfica Lissabon                                                  | César (26.), Luisão (67.), García (75.) | Meireles (18.) | FC Chelsea |
| Viertelfinale, Hinspiel                                           | | |            |
| Dienstag, 27. März 2012 um 20:45 Uhr in Lissabon (Estádio da Luz) | | |            |
| Zuschauer: 60.830 (ausverkauft)                                   | | |            |
| Schiedsrichter: Paolo Tagliavento ( Italien)                      | | |            |
| Spielbericht                                                      | | |            |

### FC Chelsea – Benfica Lissabon 2:1 (1:0)
| FC Chelsea                                                       | FC Chelsea | Benfica Lissabon | Benfica Lissabon |
| ---------------------------------------------------------------- | --- | --- | ---------------- |
| FC Chelsea                                                       | \| Viertelfinale, Rückspiel \| \| Mittwoch, 4. April 2012 um 20:45 Uhr in London (Stamford Bridge) \| \| Zuschauer: 37.264 \| \| Schiedsrichter: Damir Skomina ( Slowenien) \| \| Spielbericht \|                                                  | \| Viertelfinale, Rückspiel \| \| Mittwoch, 4. April 2012 um 20:45 Uhr in London (Stamford Bridge) \| \| Zuschauer: 37.264 \| \| Schiedsrichter: Damir Skomina ( Slowenien) \| \| Spielbericht \|                                           | Benfica Lissabon |
| FC Chelsea                                                       | Petr Čech – Branislav Ivanović, David Luiz, John Terry (60. Gary Cahill), Ashley Cole – John Obi Mikel, Frank Lampard – Ramires, Juan Mata (79. Raul Meireles), Salomon Kalou – Fernando Torres (88. Didier Drogba) Cheftrainer: Roberto Di Matteo | Artur Moraes – Maxi Pereira , Javi García, Émerson, Joan Capdevila – Nemanja Matić, Axel Witsel – Pablo Aimar, Bruno César (72. Rodrigo), Nicolás Gaitán (61. Yannick Djaló) – Óscar Cardozo (57. Nélson Oliveira) Cheftrainer: Jorge Jesus | Benfica Lissabon |
| FC Chelsea                                                       | 1:0 Lampard (21., Foulelfmeter) 2:1 Meireles (90.+2') | 1:1 García (85.) | Benfica Lissabon |
| FC Chelsea                                                       | Ivanović (38.), Ramires (44.), Mikel (79.) | Cardozo (19.), César (20.), Aimar (27.) | Benfica Lissabon |
| FC Chelsea                                                       | Pereira (40.) | | Benfica Lissabon |
| Viertelfinale, Rückspiel                                         | | |                  |
| Mittwoch, 4. April 2012 um 20:45 Uhr in London (Stamford Bridge) | | |                  |
| Zuschauer: 37.264                                                | | |                  |
| Schiedsrichter: Damir Skomina ( Slowenien)                       | | |                  |
| Spielbericht                                                     | | |                  |

## Halbfinale

### FC Chelsea – FC Barcelona 1:0 (1:0)
| FC Chelsea                                                        | FC Chelsea | FC Barcelona | FC Barcelona |
| ----------------------------------------------------------------- | --- | --- | ------------ |
| FC Chelsea                                                        | \| Halbfinale, Hinspiel \| \| Mittwoch, 18. April 2012 um 20:45 Uhr in London (Stamford Bridge) \| \| Zuschauer: 38.059 \| \| Schiedsrichter: Felix Brych ( Deutschland) \| \| Spielbericht \|                                    | \| Halbfinale, Hinspiel \| \| Mittwoch, 18. April 2012 um 20:45 Uhr in London (Stamford Bridge) \| \| Zuschauer: 38.059 \| \| Schiedsrichter: Felix Brych ( Deutschland) \| \| Spielbericht \|                                     | FC Barcelona |
| FC Chelsea                                                        | Petr Čech – Branislav Ivanović, Gary Cahill, John Terry , Ashley Cole – Raul Meireles, John Obi Mikel, Frank Lampard – Ramires (88. José Bosingwa), Juan Mata (74. Salomon Kalou) – Didier Drogba Cheftrainer: Roberto Di Matteo, | Víctor Valdés – Dani Alves, Carles Puyol , Javier Mascherano, Adriano – Xavi (87. Isaac Cuenca), Sergio Busquets, Andrés Iniesta – Lionel Messi, Alexis Sánchez (66. Pedro), Cesc Fàbregas (78. Thiago) Cheftrainer: Pep Guardiola | FC Barcelona |
| FC Chelsea                                                        | 1:0 Drogba (45.+2') | | FC Barcelona |
| FC Chelsea                                                        | Ramires (69.), Drogba (86.) | Pedro (71.), Busquets (76.) | FC Barcelona |
| Halbfinale, Hinspiel                                              | | |              |
| Mittwoch, 18. April 2012 um 20:45 Uhr in London (Stamford Bridge) | | |              |
| Zuschauer: 38.059                                                 | | |              |
| Schiedsrichter: Felix Brych ( Deutschland)                        | | |              |
| Spielbericht                                                      | | |              |

### FC Barcelona – FC Chelsea 2:2 (2:1)
| FC Barcelona                                                 | FC Barcelona | FC Chelsea | FC Chelsea |
| ------------------------------------------------------------ | --- | --- | ---------- |
| FC Barcelona                                                 | \| Halbfinale, Rückspiel \| \| Dienstag, 27. März 2012 um 20:45 Uhr in Barcelona (Camp Nou) \| \| Zuschauer: 95.845 \| \| Schiedsrichter: Cüneyt Çakır ( Türkei) \| \| Spielbericht \|                                                                | \| Halbfinale, Rückspiel \| \| Dienstag, 27. März 2012 um 20:45 Uhr in Barcelona (Camp Nou) \| \| Zuschauer: 95.845 \| \| Schiedsrichter: Cüneyt Çakır ( Türkei) \| \| Spielbericht \|                                                                 | FC Chelsea |
| FC Barcelona                                                 | Víctor Valdés – Javier Mascherano, Gerard Piqué (26. Dani Alves), Carles Puyol – Isaac Cuenca (68. Cristian Tello), Xavi, Sergio Busquets, Andrés Iniesta – Lionel Messi, Alexis Sánchez, Cesc Fàbregas (74. Seydou Keita) Cheftrainer: Pep Guardiola | Petr Čech – Branislav Ivanović, Gary Cahill (12. José Bosingwa), John Terry , Ashley Cole – Raul Meireles, John Obi Mikel, Frank Lampard – Ramires, Juan Mata (58. Salomon Kalou) – Didier Drogba (80. Fernando Torres) Cheftrainer: Roberto Di Matteo | FC Chelsea |
| FC Barcelona                                                 | 1:0 Busquets (35.) 2:0 Iniesta (43.) | 2:1 Ramires (45.+1') 2:2 Torres (90.+1') | FC Chelsea |
| FC Barcelona                                                 | Iniesta (50.), Messi (71.) | Mikel (32.), Ramires (44./3., gesperrt), Ivanović (48./3., gesperrt), Čech (59.), Lampard (72.), Meireles (89./5., gesperrt) | FC Chelsea |
| FC Barcelona                                                 | Terry (37.) | | FC Chelsea |
| FC Barcelona                                                 | Messi schießt Foulelfmeter an die Latte (49.) | | FC Chelsea |
| Halbfinale, Rückspiel                                        | | |            |
| Dienstag, 27. März 2012 um 20:45 Uhr in Barcelona (Camp Nou) | | |            |
| Zuschauer: 95.845                                            | | |            |
| Schiedsrichter: Cüneyt Çakır ( Türkei)                       | | |            |
| Spielbericht                                                 | | |            |

## Finale

### FC Chelsea – FC Bayern München 1:1 n.V. (1:1, 0:0), 4:3 i.E.
Siehe Hauptartikel: UEFA-Champions-League-Finale 2012
| FC Chelsea                                                    | FC Chelsea | FC Bayern München | FC Bayern München |
| ------------------------------------------------------------- | --- | --- | ----------------- |
| FC Chelsea                                                    | \| Finale \| \| Samstag, 19. Mai 2012 um 20:45 Uhr in München (Allianz Arena) \| \| Zuschauer: 62.500 (ausverkauft) \| \| Schiedsrichter: Pedro Proença ( Portugal) \| \| Spielbericht \|                                            | \| Finale \| \| Samstag, 19. Mai 2012 um 20:45 Uhr in München (Allianz Arena) \| \| Zuschauer: 62.500 (ausverkauft) \| \| Schiedsrichter: Pedro Proença ( Portugal) \| \| Spielbericht \|                                                                | FC Bayern München |
| FC Chelsea                                                    | Petr Čech – José Bosingwa, David Luiz, Gary Cahill, Ashley Cole – John Obi Mikel, Frank Lampard – Salomon Kalou (84. Fernando Torres), Juan Mata, Ryan Bertrand (73. Florent Malouda) – Didier Drogba Cheftrainer: Roberto Di Matteo | Manuel Neuer – Philipp Lahm , Jérôme Boateng, Anatolij Tymoschtschuk, Diego Contento – Bastian Schweinsteiger, Toni Kroos – Arjen Robben, Thomas Müller (87. Daniel Van Buyten), Franck Ribéry (96. Ivica Olić) – Mario Gómez Cheftrainer: Jupp Heynckes | FC Bayern München |
| FC Chelsea                                                    | 1:1 Drogba (88.) | 0:1 Müller (83.) | FC Bayern München |
| FC Chelsea                                                    | Elfmeterschießen | | FC Bayern München |
| FC Chelsea                                                    | Neuer hält gegen Mata 1:2 David Luiz 2:3 Lampard 3:3 Cole 4:3 Drogba | 0:1 Lahm 0:2 Gómez 1:3 Neuer Čech hält gegen Olić Schweinsteiger trifft den Pfosten | FC Bayern München |
| FC Chelsea                                                    | Cole (81.), Luiz (86.), Drogba (94.), Torres (120.) | Schweinsteiger (2.) | FC Bayern München |
| FC Chelsea                                                    | Čech hält Foulelfmeter von Robben (95.) | | FC Bayern München |
| Finale                                                        | | |                   |
| Samstag, 19. Mai 2012 um 20:45 Uhr in München (Allianz Arena) | | |                   |
| Zuschauer: 62.500 (ausverkauft)                               | | |                   |
| Schiedsrichter: Pedro Proença ( Portugal)                     | | |                   |
| Spielbericht                                                  | | |                   |

## Galerie

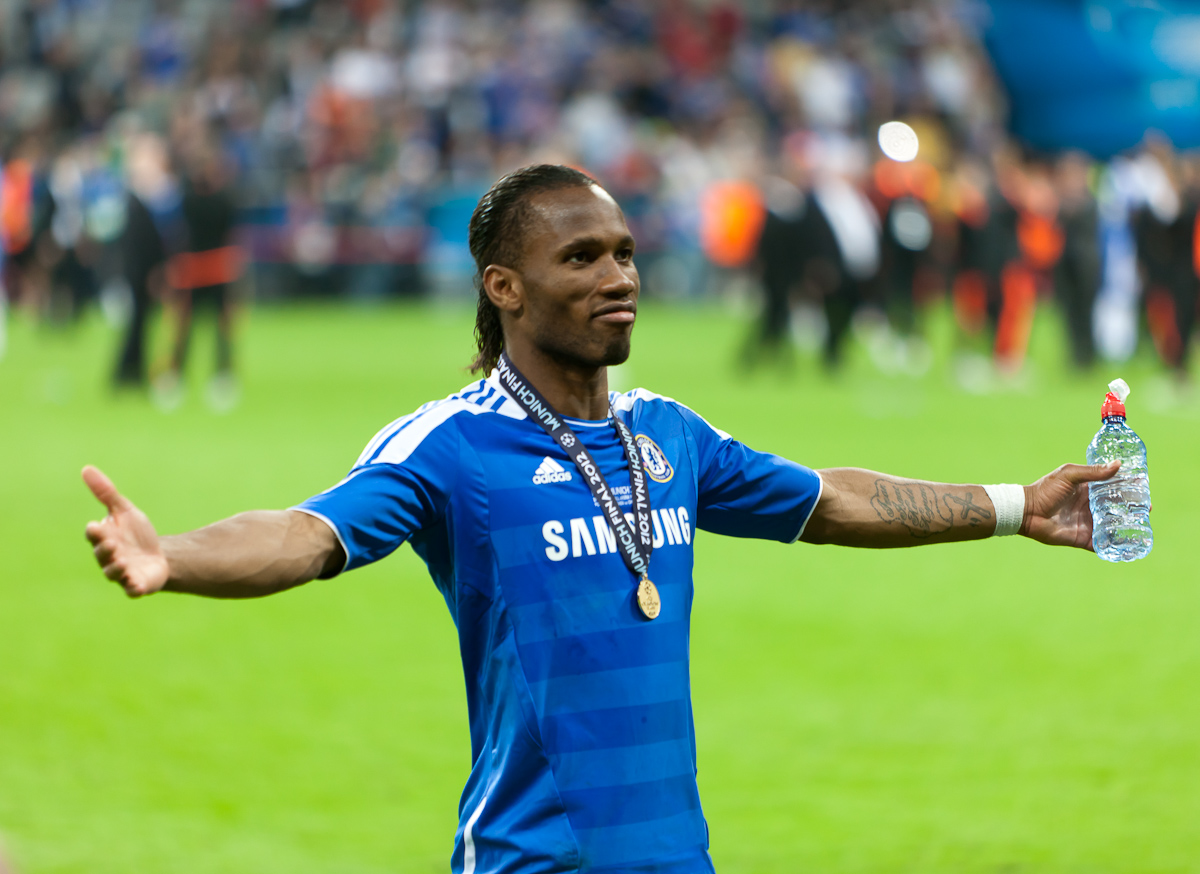
Didier Drogba
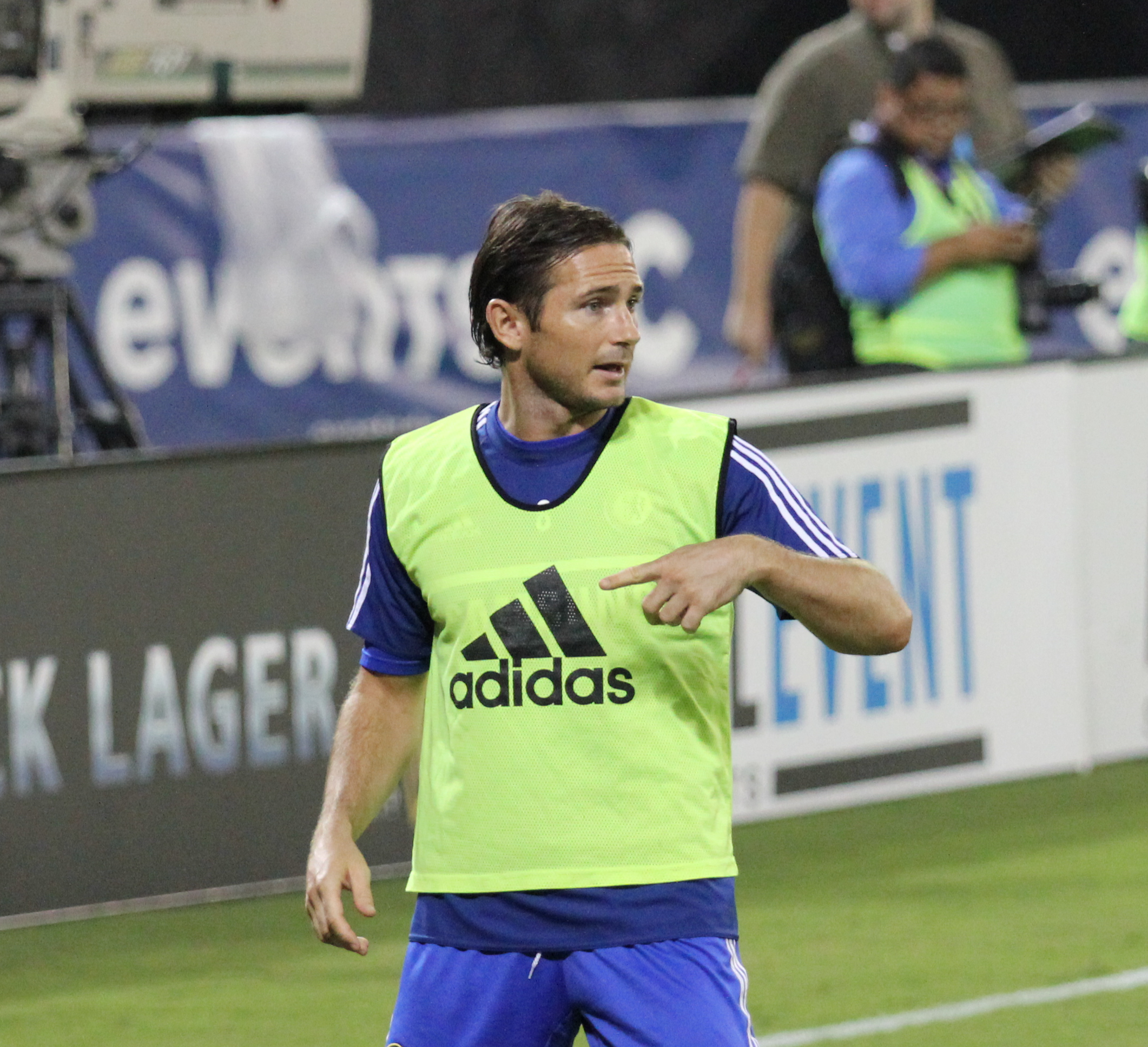
Frank Lampard
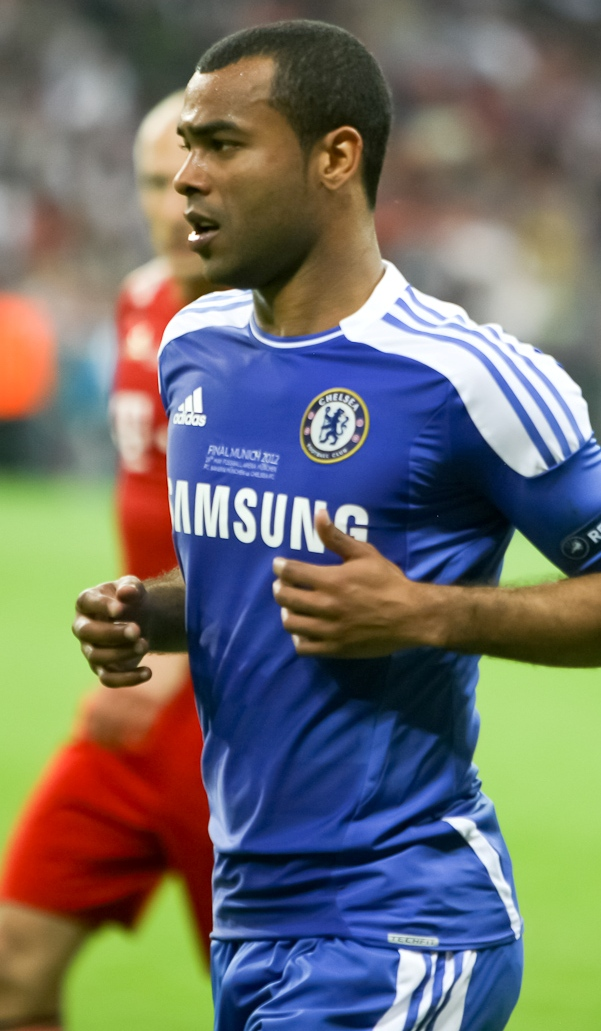
Ashley Cole
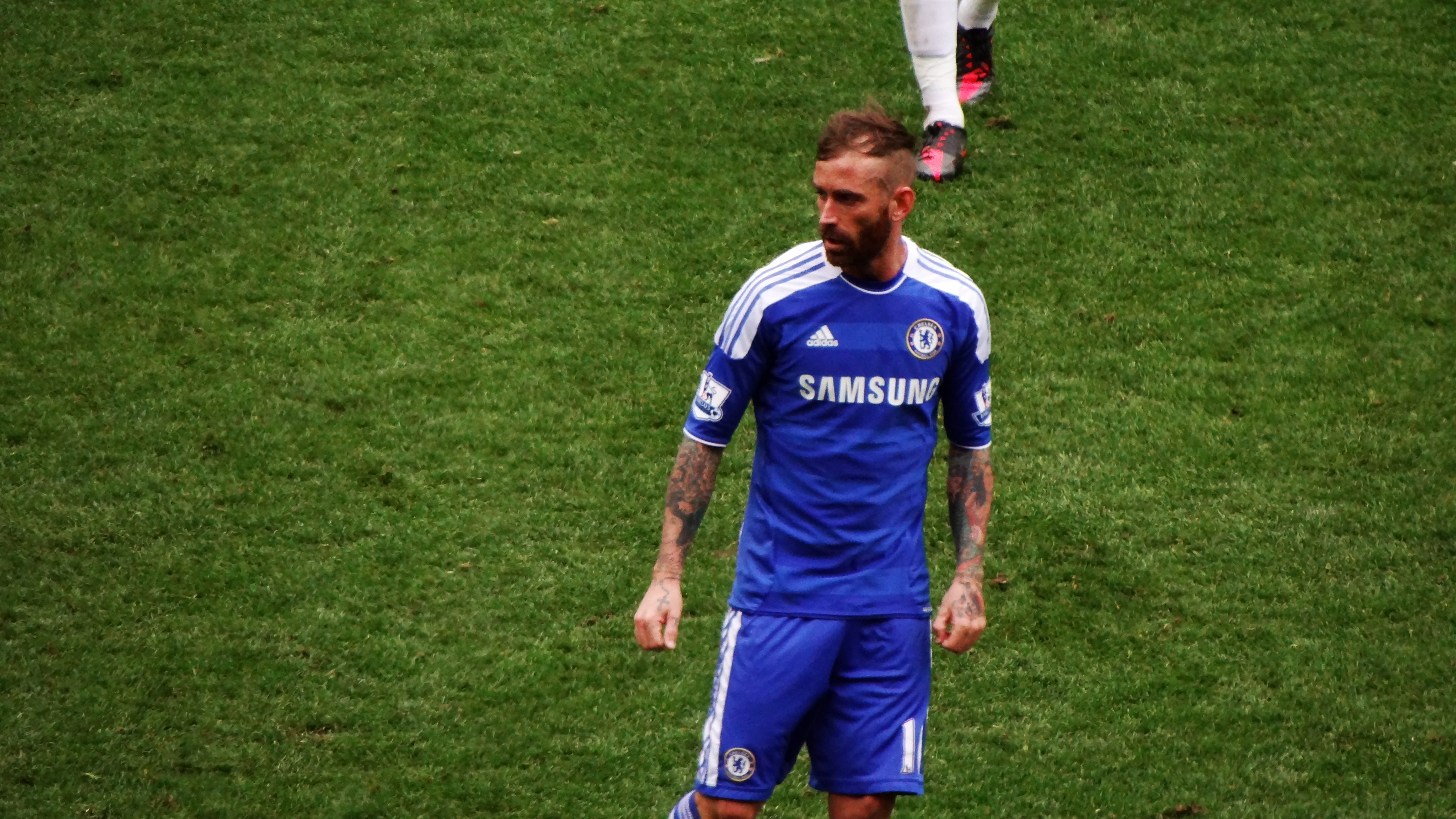
Raul Meireles
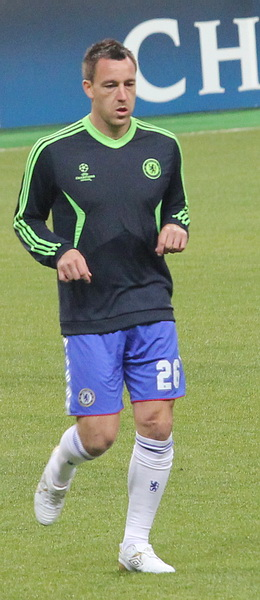
John Terry
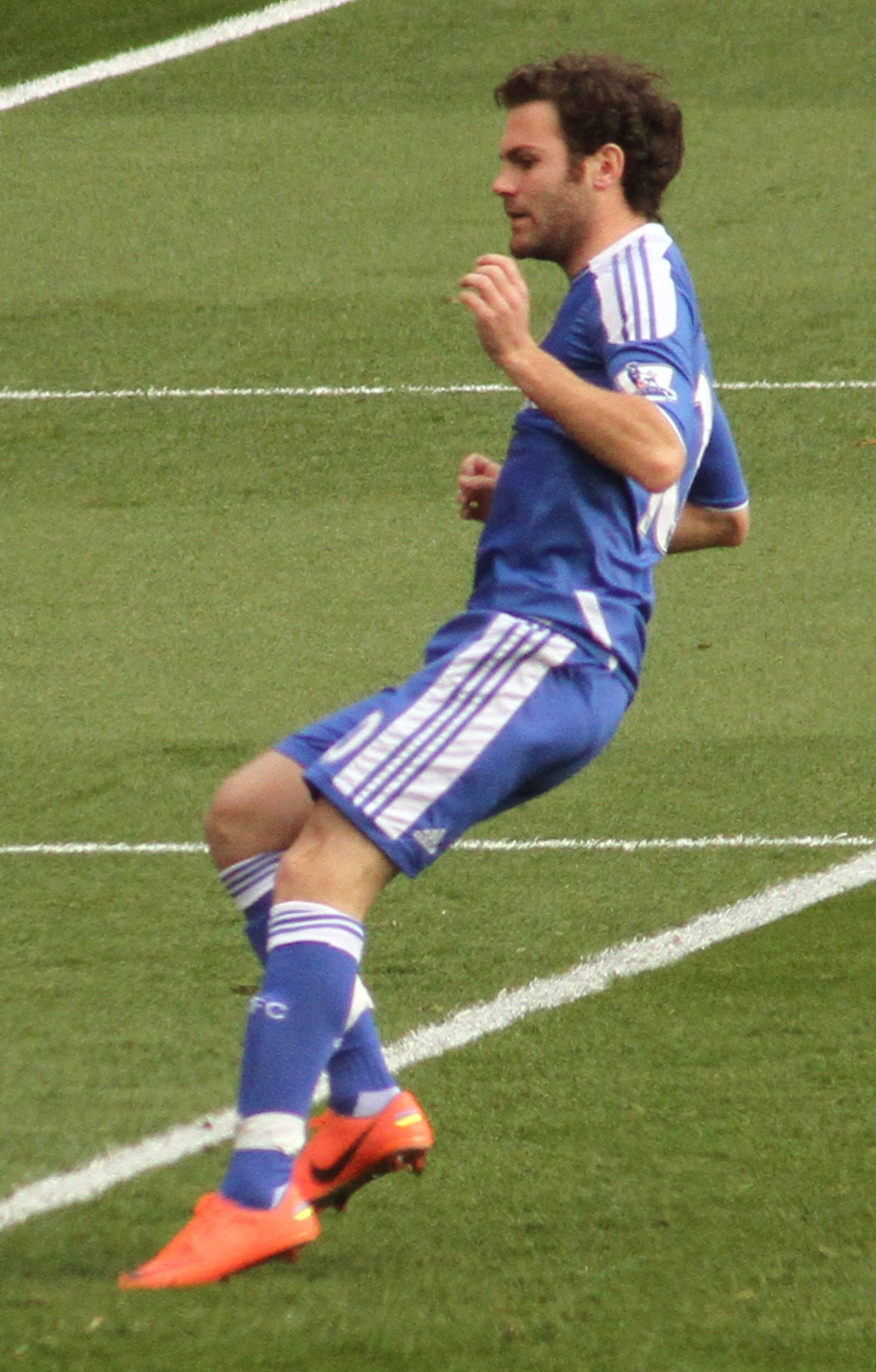
Juan Mata
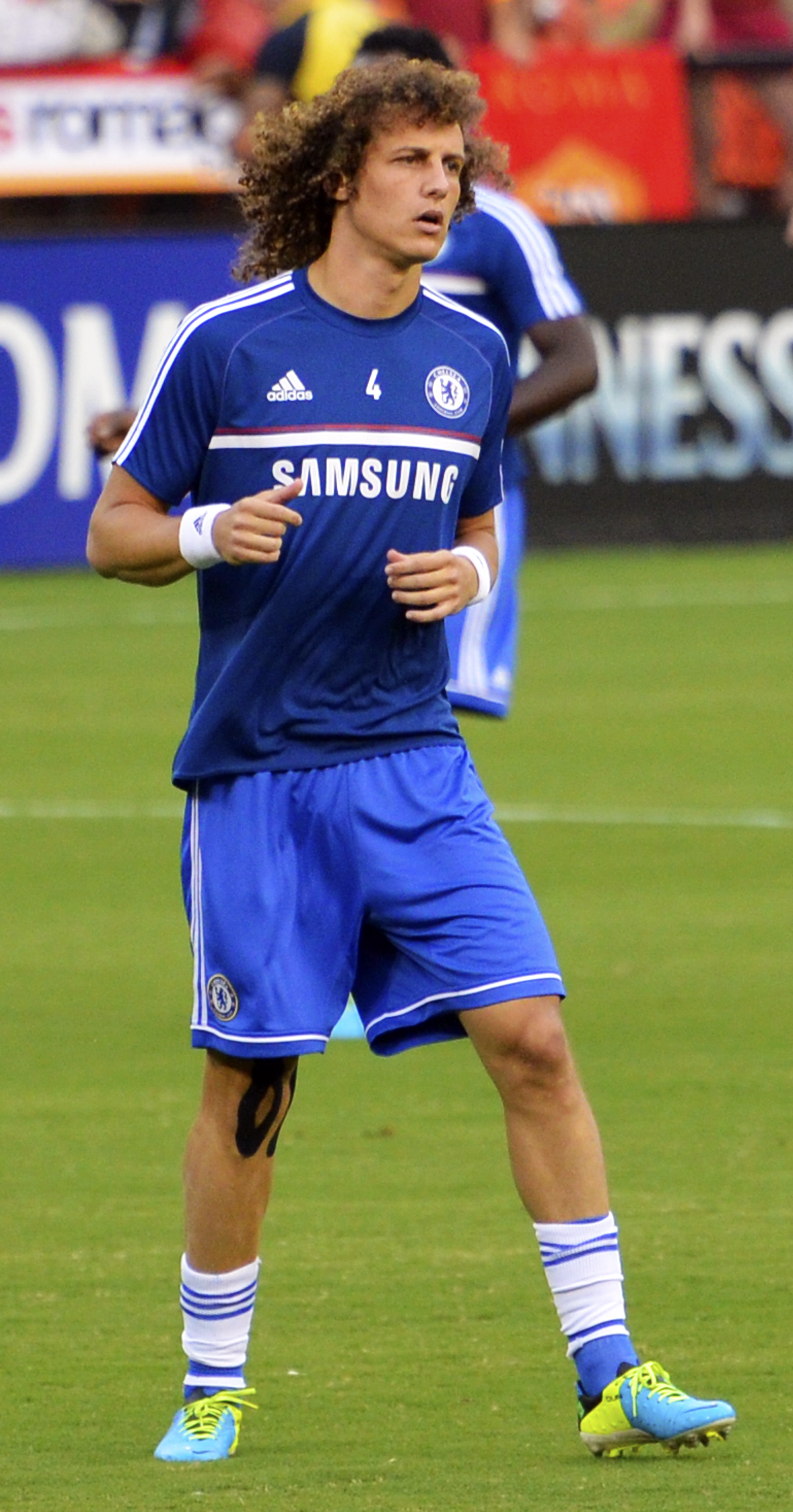
David Luiz
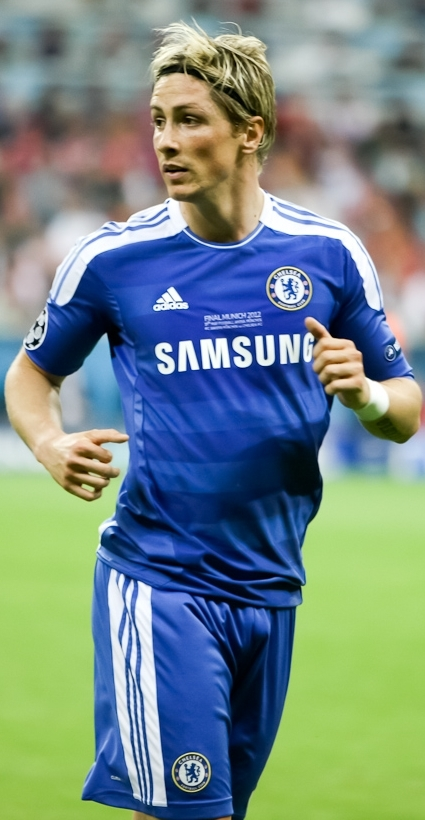
Fernando Torres
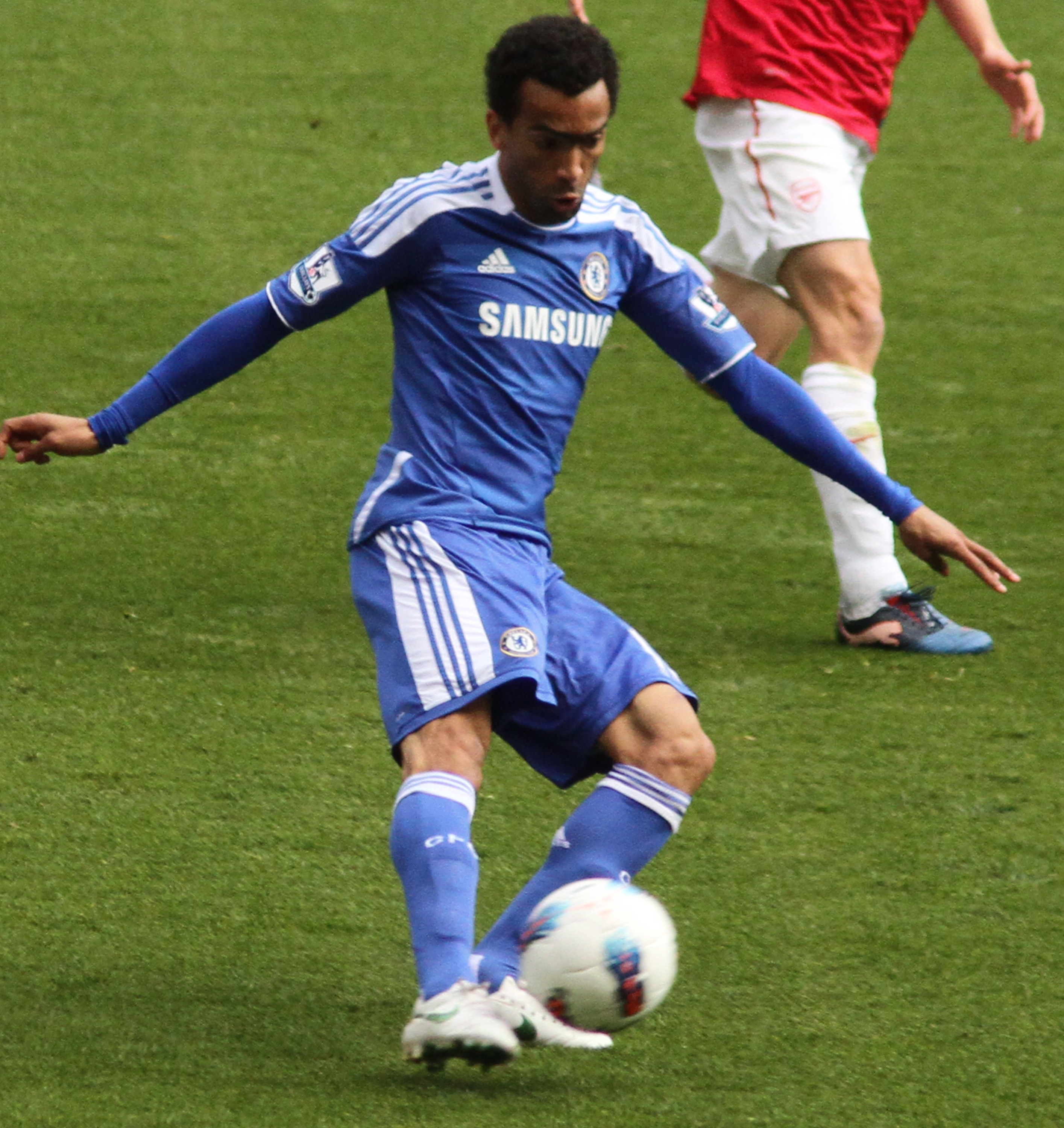
José Bosingwa
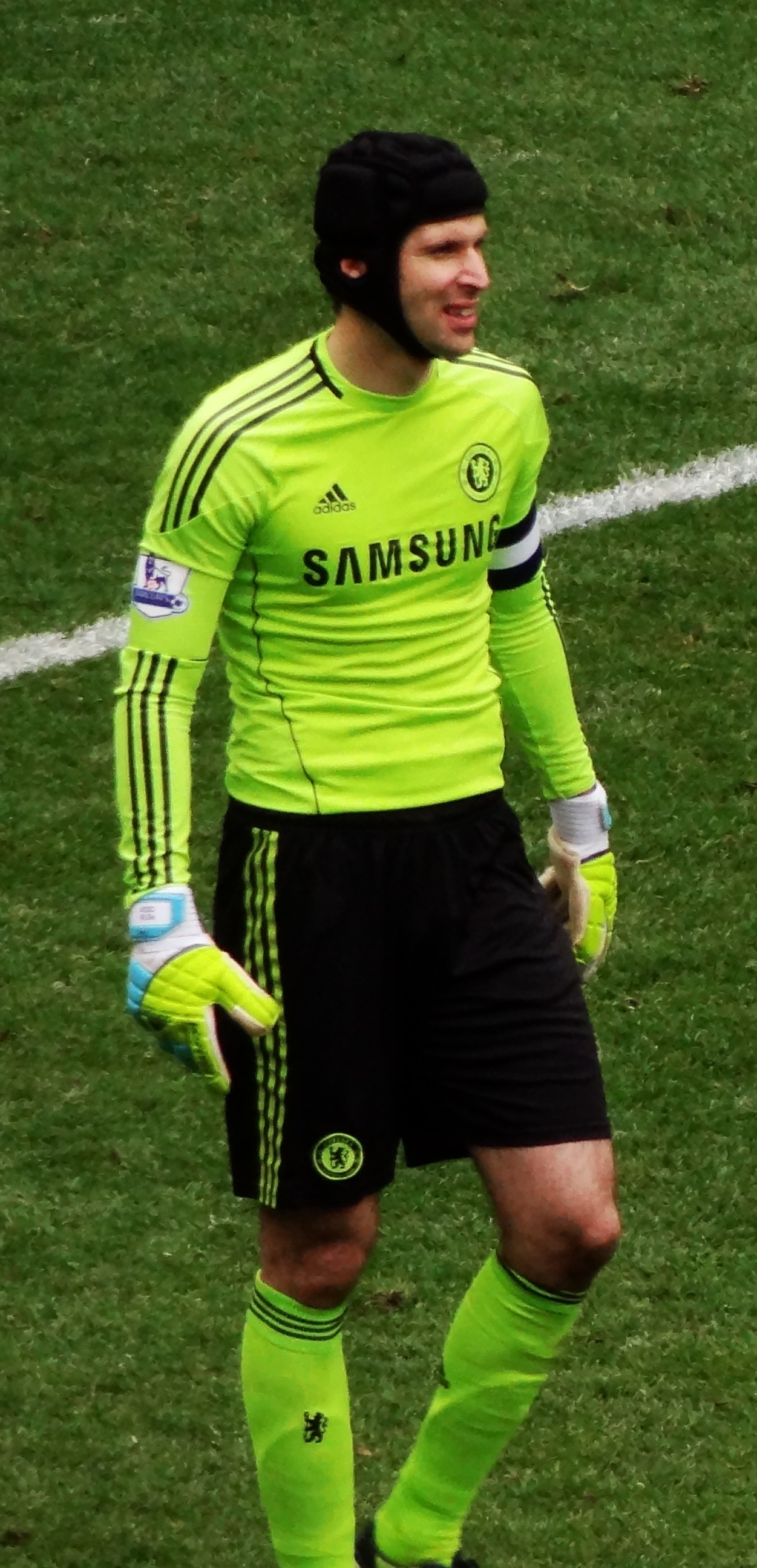
Petr Čech
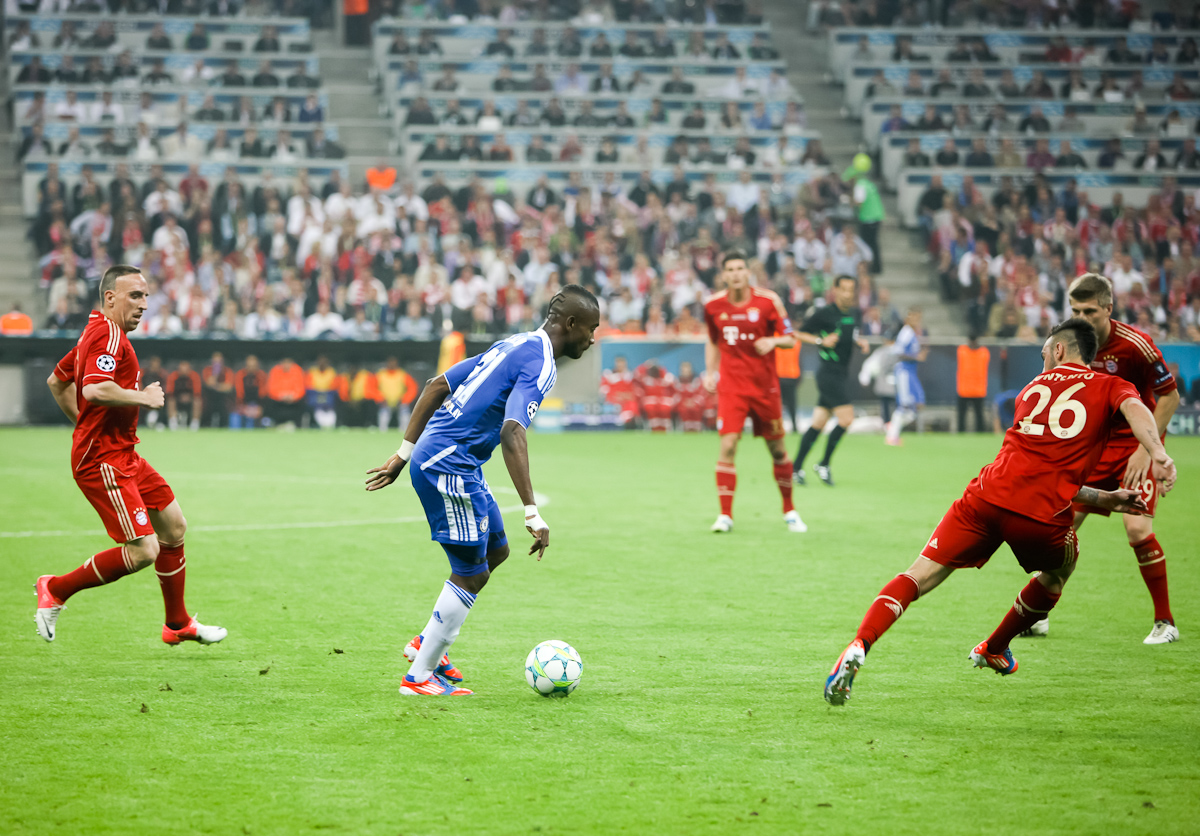
Salomon Kalou
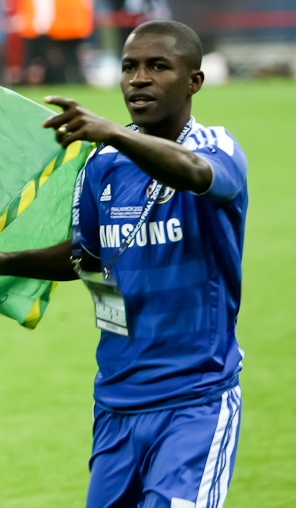
Ramires
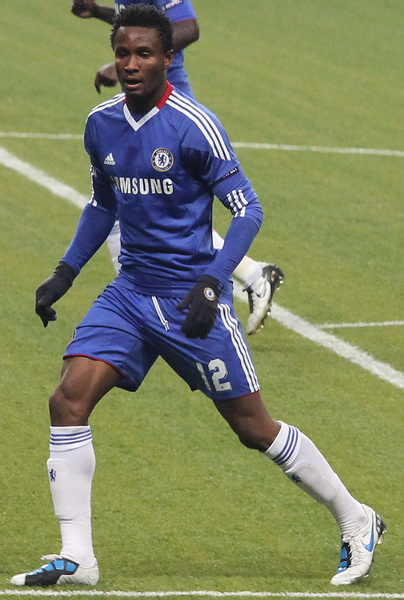
John Obi Mikel
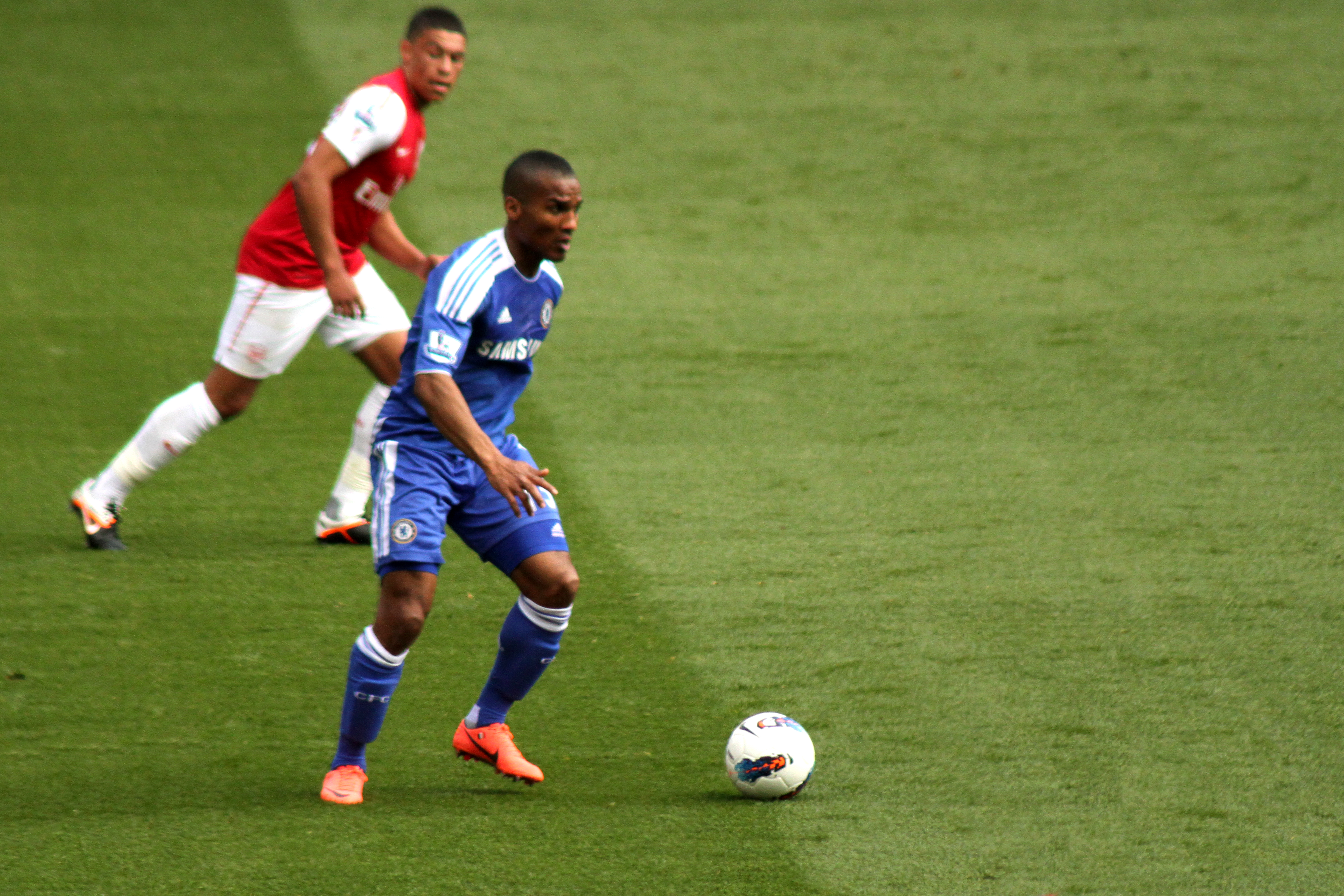
Florent Malouda
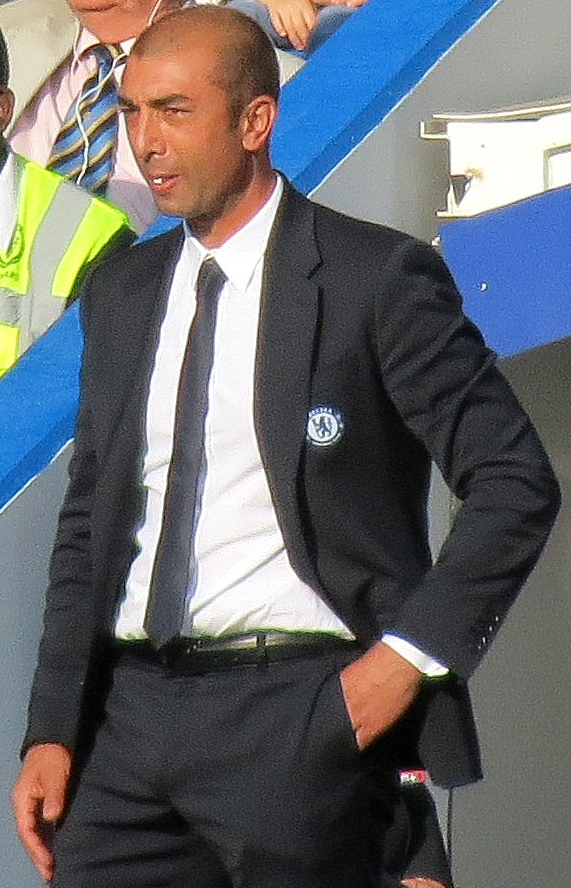
Roberto Di Matteo